# Belgia la Concursul Muzical Eurovision
Belgia este una din țările fondatoare a Concursului Muzical Eurovision. Din 1956, țara a participat de 66 de ori în concurs, fiind absentă doar de 3 ori și anume: în 1994, 1997 și 2001, datorită rezultatelor slabe. Belgia a câștigat o singură dată concursul, în 1986, cu piesa "J'aime la vie", interpretată de Sandra Kim.

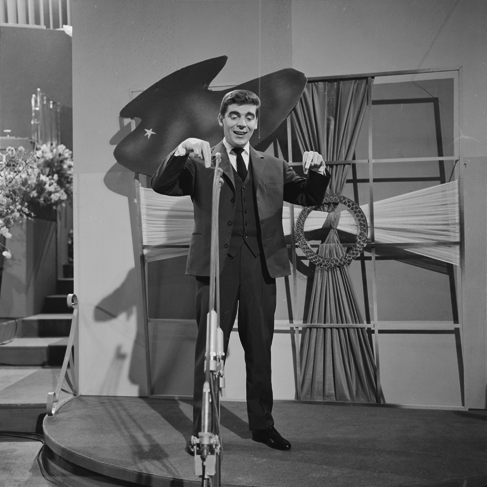
Fud Leclerc interpretând "Ma petite chatte" la Hilversum (1958)

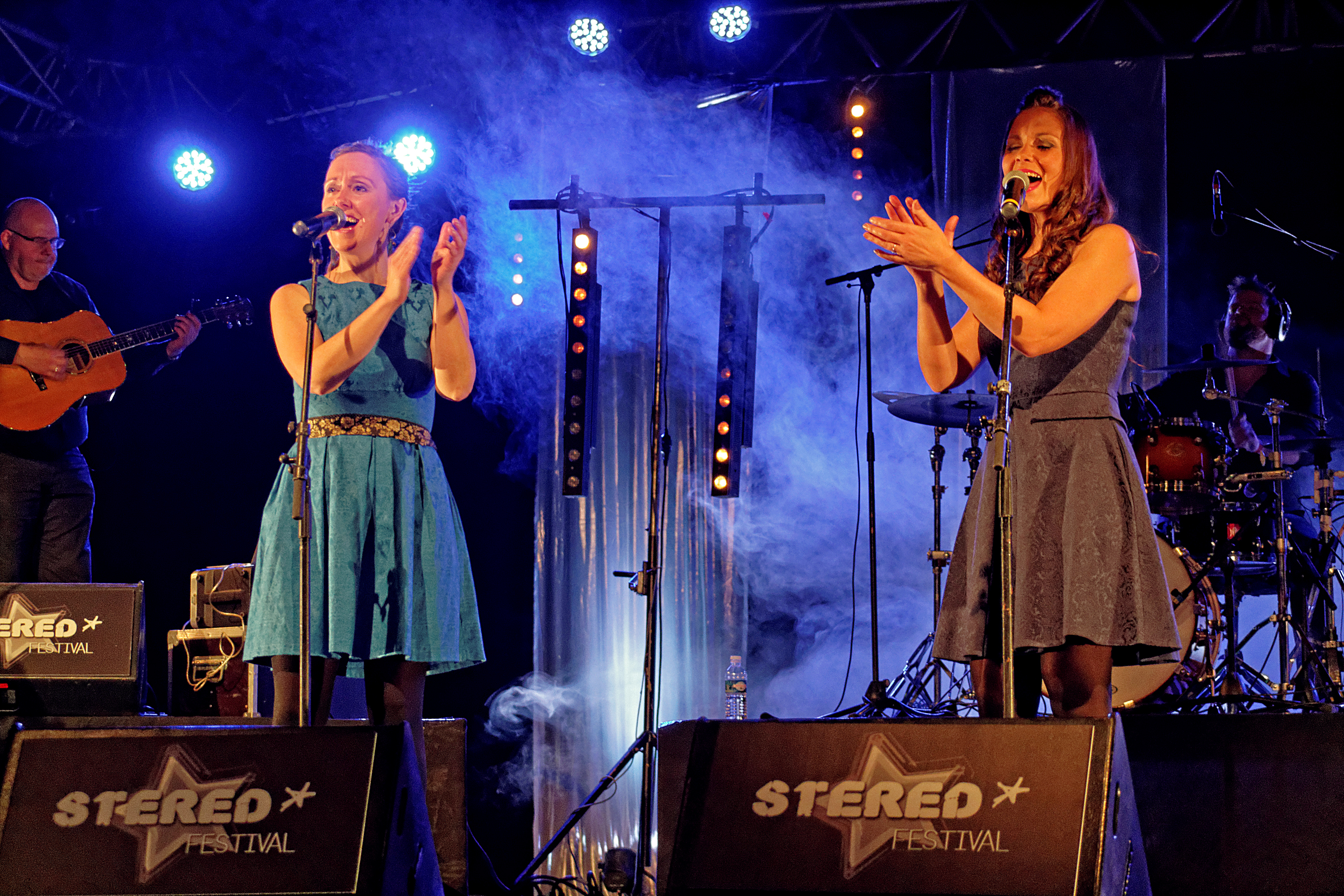
Urban Trad interpretând "Sanomi" la Riga (2003)

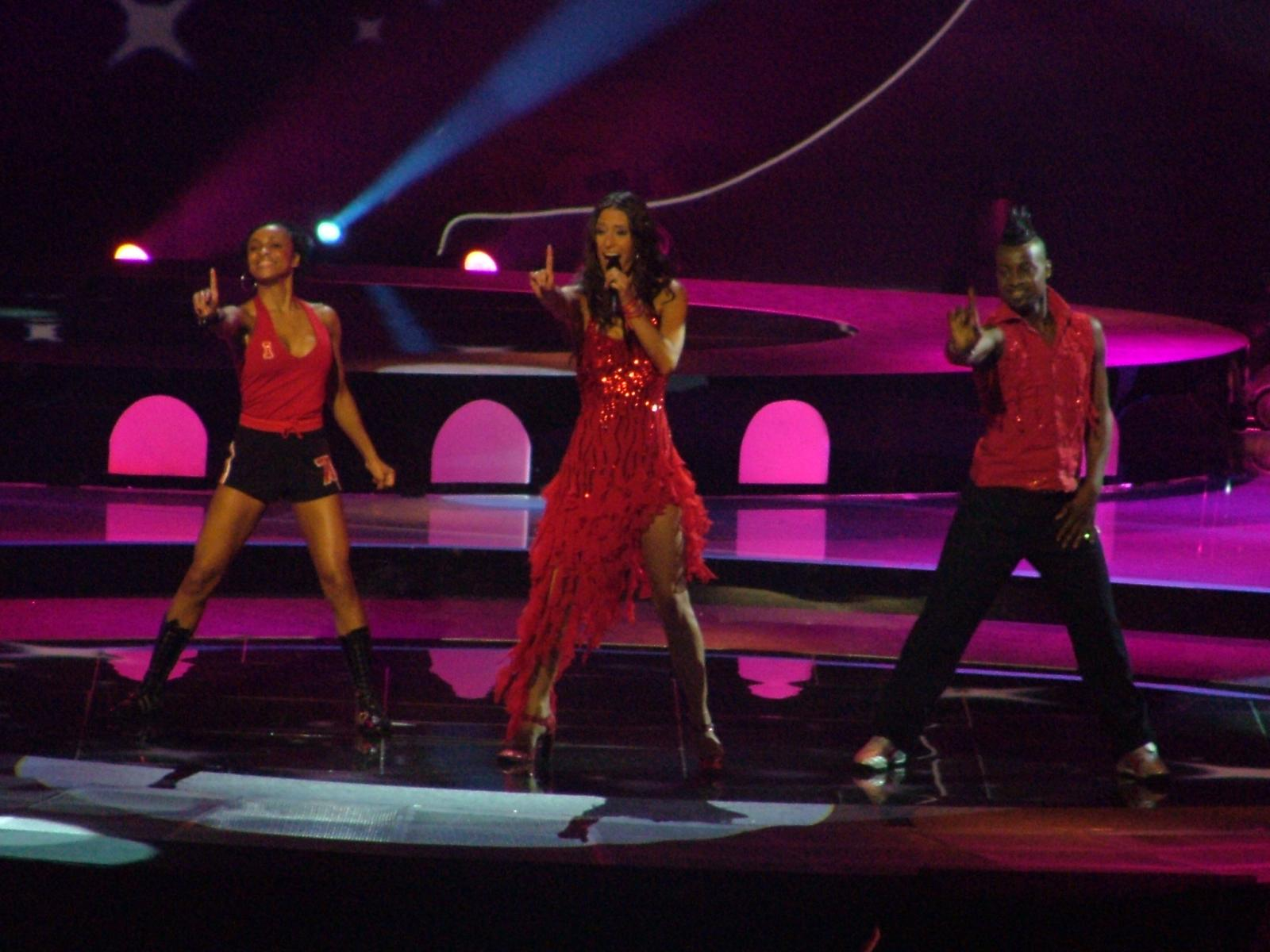
Xandee interpretând "1 Life" la Istanbul (2004)

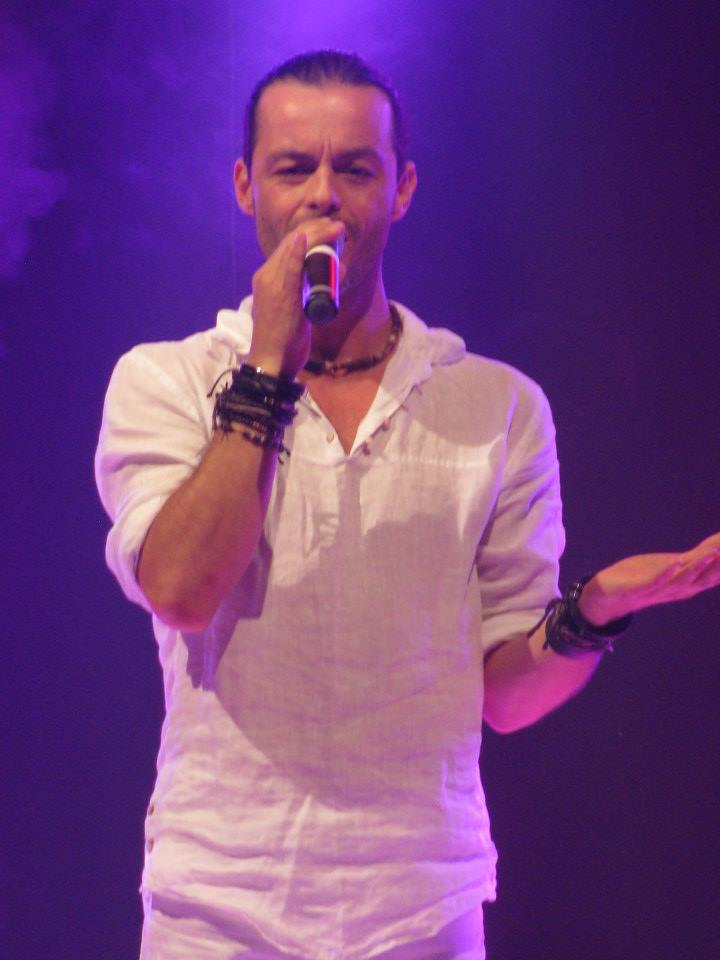
Nuno Resende interpretând "Le grand soir" la Kiev (2005)

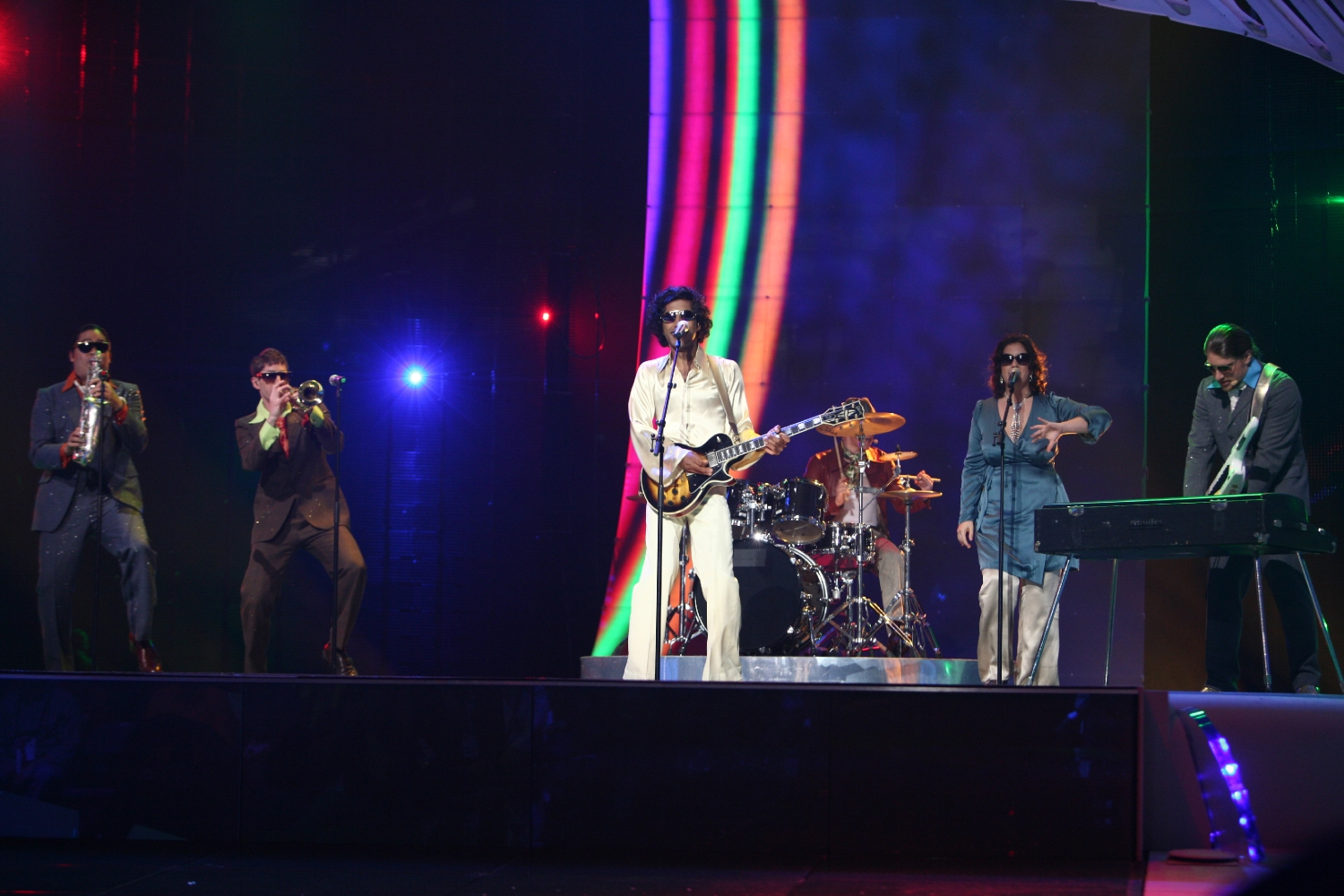
The KMG's interpretând "Love Power" la Helsinki (2007)

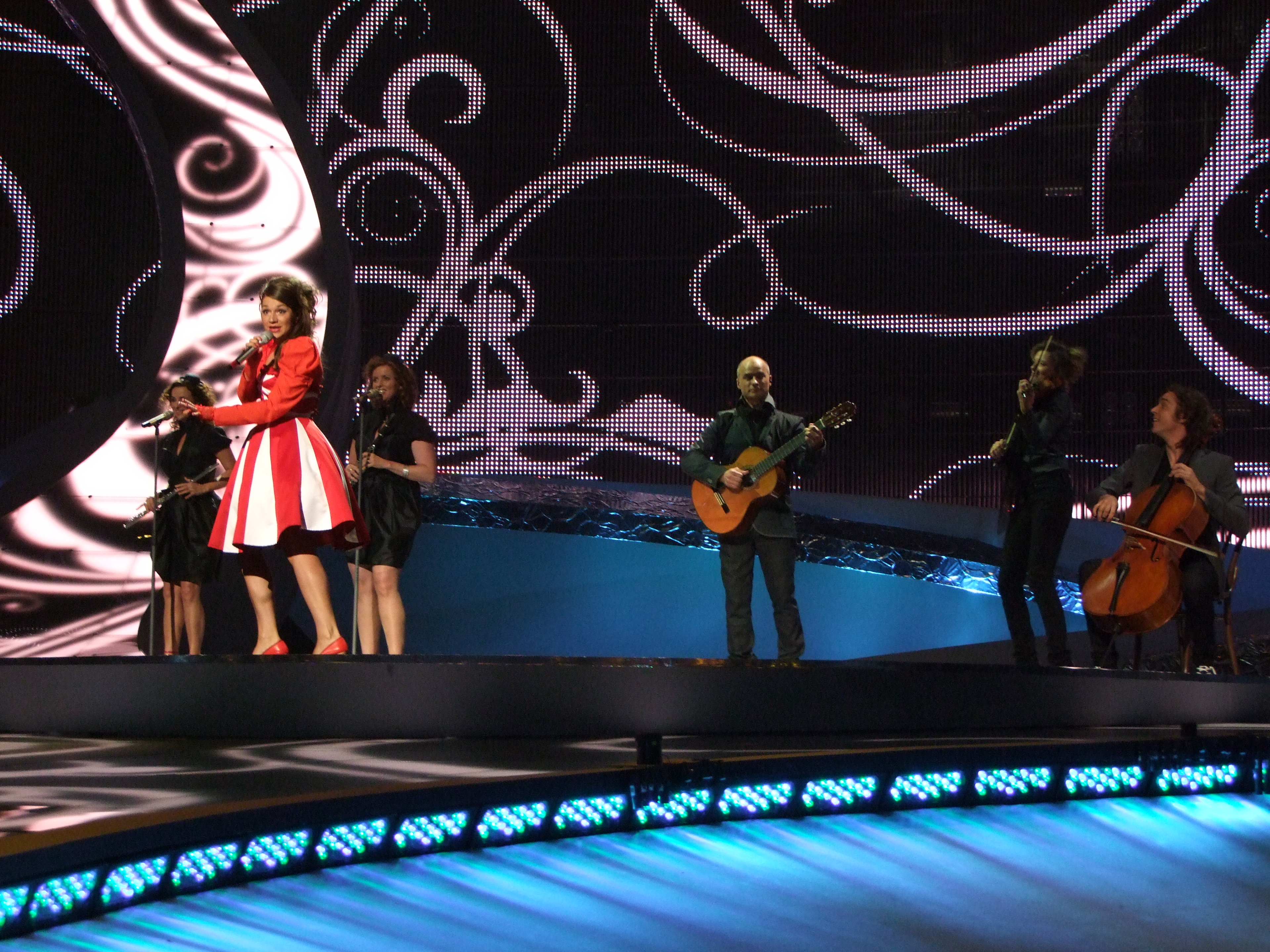
Ishtar interpretând "O Julissi" la Belgrad (2008)

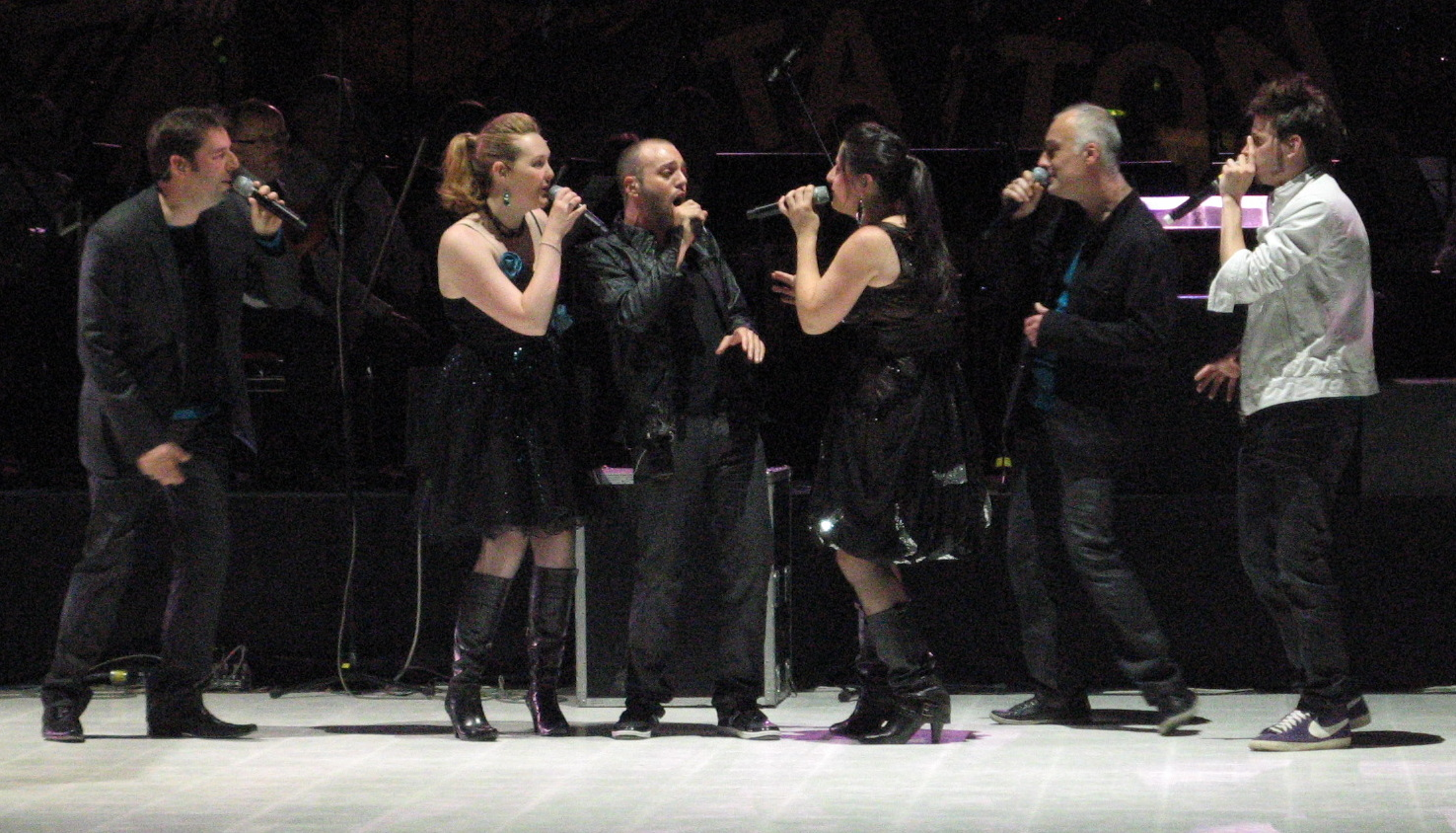
Formația Witloof Bay, reprezentanți la Düsseldorf (2011)

## Participări
| 1 | Câștigător  |
| 2 | Locul 2     |
| 3 | Locul 3     |
| ◁ | Ultimul loc |

| An   | Gazdă      | Artist                        | Titlu                             | Finala           | Puncte           | Semi   | Puncte |
| ---- | ---------- | ----------------------------- | --------------------------------- | ---------------- | ---------------- | ------ | ------ |
| 1956 | Lugano     | Fud Leclerc                   | "Messieurs les noyés de la Seine" | 9                | -                |        |        |
| 1956 | Lugano     | Mony Marc                     | "Le plus beau jour de ma vie"     | 2                | -                |        |        |
| 1957 | Frankfurt  | Bobbejaan Schoepen            | "Straatdeuntje"                   | 8                | 5                |        |        |
| 1958 | Hilversum  | Fud Leclerc                   | "Ma petite chatte"                | 5                | 8                |        |        |
| 1959 | Cannes     | Bob Benny                     | "Hou toch van mij"                | 6                | 9                |        |        |
| 1960 | Londra     | Fud Leclerc                   | "Mon amour pour toi"              | 6                | 9                |        |        |
| 1961 | Cannes     | Bob Benny                     | "September, gouden roos"          | 15               | 1                |        |        |
| 1962 | Luxemburg  | Fud Leclerc                   | "Ton nom"                         | 13               | 0                |        |        |
| 1963 | Londra     | Jacques Raymond               | "Waarom?"                         | 10               | 4                |        |        |
| 1964 | Copenhaga  | Robert Cogoi                  | "Près de ma rivière"              | 10               | 2                |        |        |
| 1965 | Napoli     | Lize Marke                    | "Als het weer lente is"           | 15               | 0                |        |        |
| 1966 | Luxemburg  | Tonia                         | "Un peu de poivre, un peu de sel" | 4                | 14               |        |        |
| 1967 | Viena      | Louis Neefs                   | "Ik heb zorgen"                   | 7                | 8                |        |        |
| 1968 | Londra     | Claude Lombard                | "Quand tu reviendras"             | 7                | 8                |        |        |
| 1969 | Madrid     | Louis Neefs                   | "Jennifer Jennings"               | 7                | 10               |        |        |
| 1970 | Amsterdam  | Jean Vallée                   | "Viens l'oublier"                 | 8                | 5                |        |        |
| 1971 | Dublin     | Lily Castel & Jacques Raymond | "Goeiemorgen, morgen"             | 14               | 68               |        |        |
| 1972 | Edinburgh  | Serge & Christine Ghisoland   | "À la folie ou pas du tout"       | 17               | 55               |        |        |
| 1973 | Luxemburg  | Nicole & Hugo                 | "Baby, Baby"                      | 17               | 58               |        |        |
| 1974 | Brighton   | Jacques Hustin                | "Fleur de liberté"                | 9                | 10               |        |        |
| 1975 | Stockholm  | Ann Christy                   | "Gelukkig zijn"                   | 15               | 17               |        |        |
| 1976 | Haga       | Pierre Rapsat                 | "Judy et Cie"                     | 8                | 68               |        |        |
| 1977 | Londra     | Dream Express                 | "A Million in One, Two, Three"    | 7                | 69               |        |        |
| 1978 | Paris      | Jean Vallée                   | "L'amour ça fait chanter la vie"  | 2                | 125              |        |        |
| 1979 | Ierusalim  | Micha Marah                   | "Hey Nana"                        | 18               | 5                |        |        |
| 1980 | Haga       | Telex                         | "Euro-Vision"                     | 17               | 14               |        |        |
| 1981 | Dublin     | Emly Starr                    | "Samson"                          | 13               | 40               |        |        |
| 1982 | Harrogate  | Stella                        | "Si tu aimes ma musique"          | 4                | 96               |        |        |
| 1983 | München    | Pas de Deux                   | "Rendez-vous"                     | 18               | 13               |        |        |
| 1984 | Luxemburg  | Jacques Zegers                | "Avanti la vie"                   | 5                | 70               |        |        |
| 1985 | Göteborg   | Linda Lepomme                 | "Laat me nu gaan"                 | 19               | 7                |        |        |
| 1986 | Bergen     | Sandra Kim                    | "J'aime la vie"                   | 1                | 176              |        |        |
| 1987 | Bruxelles  | Liliane Saint-Pierre          | "Soldiers of Love"                | 11               | 56               |        |        |
| 1988 | Dublin     | Reynaert                      | "Laissez briller le soleil"       | 18               | 5                |        |        |
| 1989 | Lausanne   | Ingeborg                      | "Door de wind"                    | 19               | 13               |        |        |
| 1990 | Zagreb     | Philippe Lafontaine           | "Macédomienne"                    | 12               | 46               |        |        |
| 1991 | Roma       | Clouseau                      | "Geef het op"                     | 16               | 23               |        |        |
| 1992 | Malmö      | Morgane                       | "Nous, on veut des violons"       | 20               | 11               |        |        |
| 1993 | Millstreet | Barbara Dex                   | "Iemand als jij"                  | 25               | 3                |        |        |
| 1995 | Dublin     | Frédéric Etherlinck           | "La voix est libre"               | 20               | 8                |        |        |
| 1996 | Oslo       | Lisa del Bo                   | "Liefde is een kaartspel"         | 16               | 22               |        |        |
| 1998 | Birmingham | Mélanie Cohl                  | "Dis oui"                         | 6                | 122              |        |        |
| 1999 | Ierusalim  | Vanessa Chinitor              | "Like The Wind"                   | 12               | 38               |        |        |
| 2000 | Stockholm  | Nathalie Sorce                | "Envie de vivre"                  | 24               | 2                |        |        |
| 2002 | Tallinn    | Sergio & The Ladies           | "Sister"                          | 13               | 33               |        |        |
| 2003 | Riga       | Urban Trad                    | "Sanomi"                          | 2                | 165              |        |        |
| 2004 | Istanbul   | Xandee                        | "1 Life"                          | 22               | 7                | X      | X      |
| 2005 | Kiev       | Nuno Resende                  | "Le grand soir"                   | Nu s-a calificat | Nu s-a calificat | 22     | 29     |
| 2006 | Atena      | Kate Ryan                     | "Je t'adore"                      | Nu s-a calificat | Nu s-a calificat | 12     | 69     |
| 2007 | Helsinki   | The KMG's                     | "Love Power"                      | Nu s-a calificat | Nu s-a calificat | 26     | 14     |
| 2008 | Belgrad    | Ishtar                        | "O Julissi"                       | Nu s-a calificat | Nu s-a calificat | 17     | 16     |
| 2009 | Moscova    | Patrick Ouchène               | "Copycat"                         | Nu s-a calificat | Nu s-a calificat | 17     | 1      |
| 2010 | Oslo       | Tom Dice                      | "Me and My Guitar"                | 6                | 143              | 1      | 167    |
| 2011 | Düsseldorf | Witloof Bay                   | "With Love Baby"                  | Nu s-a calificat | Nu s-a calificat | 11     | 53     |
| 2012 | Baku       | Iris                          | "Would You"                       | Nu s-a calificat | Nu s-a calificat | 17     | 16     |
| 2013 | Malmö      | Roberto Bellarosa             | "Love Kills"                      | 12               | 71               | 5      | 75     |
| 2014 | Copenhaga  | Axel Hirsoux                  | "Mother"                          | Nu s-a calificat | Nu s-a calificat | 14     | 28     |
| 2015 | Viena      | Loïc Nottet                   | "Rhythm Inside"                   | 4                | 217              | 2      | 149    |
| 2016 | Stockholm  | Laura Tesoro                  | "What's the Pressure"             | 10               | 181              | 3      | 274    |
| 2017 | Kiev       | Blanche                       | "City Lights"                     | 4                | 363              | 4      | 165    |
| 2018 | Lisabona   | Sennek                        | "A Matter Of Time"                | Nu s-a calificat | Nu s-a calificat | 12     | 91     |
| 2019 | Tel Aviv   | Eliot                         | "Wake Up"                         | Nu s-a calificat | Nu s-a calificat | 13     | 70     |
| 2020 | Rotterdam  | Hooverphonic                  | "Release Me"                      | Anulat           | Anulat           | Anulat | Anulat |
| 2021 | Rotterdam  | Hooverphonic                  | "The Wrong Place"                 | 19               | 74               | 9      | 117    |
| 2022 | Torino     | Jérémie Makiese               | "Miss You"                        | 19               | 64               | 8      | 151    |
| 2023 | Liverpool  | Gustaph                       | "Because of You"                  | 7                | 182              | 8      | 90     |
| 2024 | Malmö      | Mustii                        | "Before the Party's Over"         | Nu s-a calificat | Nu s-a calificat | 13     | 18     |
| 2025 | Basel      | Red Sebastian                 | "Strobe Lights"                   | Nu s-a calificat | Nu s-a calificat | 14     | 23     |

## Gazdă
| An   | Gazda     | Locație          | Prezentator  |
| ---- | --------- | ---------------- | ------------ |
| 1987 | Bruxelles | Centenary Palace | Viktor Lazlo |